# Facultad de Ciencias Jurídicas (Universidad Nacional Autónoma de Honduras)
La  facultad de Ciencias Jurídicas es una de las facultades de la Universidad Nacional Autónoma de Honduras (UNAH).

## Antecedentes
Antes de que se fundase un centro de estudios universitarios en el estado de Honduras, los estudiantes viajaban a los diferentes países que contaban con tales centros de educación superior, como la Universidad de San Carlos de Guatemala, la Universidad de León Nicaragua, el mismo licenciado Juan Lindo quien presidía el país en 1847, había egresado de la Universidad de México y unos años antes siendo Jefe de Estado de El Salvador fundó la Universidad de El Salvador. Es así que al fundarse la Universidad Nacional Autónoma de Honduras nació junto con ella la carrera de Derecho.

## Historia de su fundación
La carrera de derecho nació en Honduras juntamente con la universidad nacional en 1847, sus actividades académicas se iniciaron con la enseñanza de las asignaturas de castellano, derecho canónico y derecho civil, filosofía, gramática y latín, dos años después en 1849 egreso el primer profesional de las ciencias jurídicas. Para 1852, se implementó el primer plan de arbitrios por asignaturas: para inscribir la asignatura de derecho, el alumno pagaba dos Pesos hondureños; para gramática, cuatro reales y filosofía un peso. En este mismo año se matricularon en la asignatura de derecho civil: diez estudiantes, en filosofía: treinta, alumnos en gramática latina, aritmética y gramática castellana: setenta y cinco estudiantes. Seguidamente en 1854 la Facultad de Derecho, graduó nueve bachilleres en ambos derechos, es decir, derecho civil y derecho canónico. Un año después 1855 los profesores de las asignaturas de derecho civil y derecho canónico, reciben una mejoría en su salario, ya que el Gobierno, se hace cargo de pagarle a estos treinta y cinco Pesos plata. En 1858 la universidad Nacional atraviesa una precaria situación financiera. Para poder pagar a un profesor de derecho civil fue necesario solicitar ayuda adicional al Gobierno del Estado, la cual fue completada por los magistrados del Tribunal Superior de Justicia: Trinidad Botelo y Crescencio Gómez Valladares. En 1862 se establece la cátedra de derecho teórico práctico; los estudiantes no le dieron la importancia que esta tenía y no se presentaban a las clases y a los exámenes. Este fenómeno se dio en vista que los estudiantes argumentaron que esta asignatura era útil, única y exclusivamente para aquellos que estudiaban sacerdocio.
En 1864, la Dirección de Estudios de la Universidad, solicita al Gobierno, la apertura de la clase de pasantías para los estudiantes de la Facultad de Derecho; este mismo año es creada dicha asignatura, mediante decreto del 18 de febrero de 1864. En 1867 en Honduras se continuaba estudiando de memoria la Ilustración del Derecho Real de España de Juan Salas, asimismo se estudiaba el Derecho Canónico de Devoti, libro que sustituyó al de Cabolario, para el derecho canónico se consultaban las obras de Justo Donoso. Fue en 1870 se incluyó el estudio de la aritmética y álgebra. El Presidente de la república Capitán general José María Medina dejó en suspenso los requisitos que exigían los estatutos de la universidad para optar al grado de bachiller en derecho. Ocho años después (1878) son suprimidas las clases de latín y derecho teórico práctico, en vista del deficiente aprendizaje de los estudiantes en latinidad y la indisciplina y negativa de estos a someterse a exámenes en la asignatura de derecho teórico práctico.

### Reforma de la república
En 1881, siendo Presidente constitucional de la república el doctor Marco Aurelio Soto, entró en vigencia el Código de Instrucción Pública y la Facultad de Jurisprudencia pasa a llamarse “Facultad de Jurisprudencia y Ciencias Políticas” dejándose el mero estudio teórico del derecho y del derecho canónico, confiriendo el grado de licenciado. En este año con el cambio de nombre de la facultad entra en vigencia el nuevo plan de estudios.

### Plan de estudios de la Facultad de Jurisprudencia y Ciencias Políticas
- Primer curso:
  - Prolegómenos o introducción al estudio del derecho
  - Elementos de derecho romano
  - Derecho civil
- Segundo curso:
  - Derecho civil
  - Economía política y nociones de estadística
  - Derecho penal.
- Tercer curso:
  - Derecho civil
- Derecho político
  - Derecho internacional público
  - Derecho administrativo
- Cuarto curso:
  - Procedimientos civiles
  - Derecho internacional privado
  - Derecho comercial y de minería
  - Práctica en un juzgado de letras
- Quinto curso:
  - Procedimientos criminales
  - Legislación militar
  - Medicina legal y jurisprudencia médica
  - Práctica en los tribunales.

En 1884, el Gobierno autoriza la publicación de una revista científica literaria de la Universidad. Se contrató al profesor español Santiago Guerrero López, para impartir la cátedra de derecho romano, por su amplio curriculum y experiencia docente; lo que contribuyó a elevar el nivel de conocimientos de los alumnos. Sucedió que en 1890, el Consejo Supremo de Instrucción Pública dispone la supresión de las clases de derecho penal y derecho civil, de segundo y tercer curso, por no haber alumnos matriculados. En este mismo año, fue contratado por la facultad el Licenciado de origen español, Francisco Martos de la Fuente.

## sigloXX
En 1903, al plan de estudios de la facultad, le agregan las materias de sociología y literatura forense, para el primero y quinto año respectivamente; con estas materias suman veinte asignaturas atendidas por catorce catedráticos. La matrícula de este año, ascendió a sesenta y seis estudiantes en los diferentes cursos. Los alumnos de cuarto año realizaban su práctica en los juzgados de letras y los de quinto la realizaban en los tribunales. Se abre la Escuela de Derecho de Comayagua, impartiéndose las asignaturas correspondientes a los cinco cursos de la carrera, para ello se contó con la colaboración de ocho profesores, después de su breve historia, la escuela cerro en 1904 debido a que únicamente se habían matriculado 14 alumnos.
En 1906, se emite un nuevo Código de Instrucción. La novedad en este nuevo código es el desaparecimiento de la asignatura de prolegómenos del derecho y agregándose en su lugar la asignatura de derecho natural y en 1907, el Gobierno de la República, suprime la categoría de rector y autoriza al Decano de la Facultad de Jurisprudencia y Ciencias Políticas Licenciado Carlos Alberto Uclés Soto, a desempeñar ambas funciones. Un año después (1908) el Rector de la Universidad y Decano de la Facultad de Jurisprudencia y Ciencias Políticas Abogado Carlos Alberto Uclés, dirige excitativa al Ministerio de Instrucción Pública, para la fundación de una revista universitaria y es así que en 1909, como producto de las gestiones hechas por las autoridades de la Universidad, se aprueba su edición. El cuerpo de redacción, estaba a cargo de la Facultad de Jurisprudencia y Ciencias Políticas. Este mismo año, sale a la luz pública el primer número de dicha revista, dirigida por Rómulo Ernesto Durón. En 1922, la Asociación de Estudiantes de Derecho, declara el 11 de junio, día de fiesta de la asociación, como un justo homenaje a la memoria del Padre José Trinidad Reyes. Esta asociación, era dirigida por los estudiantes Gualberto Cantarero P. (Presidente), Anastasio Cabrera H. y Arturo Martínez Galindo (Secretarios).
La Facultad de Jurisprudencia y Ciencias Políticas es cerrada en 1944, debido a incidentes protagonizados entre los estudiantes y el Gobierno Central. En 1945, la primera mujer egresada de la carrera de derecho fue María García de Jovel. Para 1947, el Código de Instrucción Pública, sufre una nueva reforma y la Facultad de Jurisprudencia y Ciencias Políticas, con cuyo nombre venía funcionando desde 1881, se convierte en Facultad de Ciencias Jurídicas y Sociales. La primera abogada hondureña fue Alba de Quezada. 
Durante Junta Militar la facultad cambia su nombre a Facultad de Ciencias Jurídicas, artículo 6 de la Ley Orgánica de la UNAH.
En 1958, se abre el Consultorio Jurídico Gratuito, atendido por alumnos que cursan el último año en la facultad y con la asesoría de los profesores de la misma. La facultad cuenta con una biblioteca.
En 1964, fue aprobado un nuevo reglamento para la facultad por el Consejo Universitario, acta No.129 de mayo, el mismo abordó los aspectos siguientes: organización y administración, normas sobre los estudiantes y personal docente, exámenes, calificaciones, reconocimiento de estudios. Este reglamento también sirvió a las otras facultades que no lo poseían. El Consejo Universitario aprobó las normas para la selección y admisión de los aspirantes a ingresar en la Facultad de Ciencias Jurídicas. Estas normas contenían un artículo transitorio que decía: "Las presentes normas podrán ser aplicadas parcialmente durante el presente año, si a juicio del tribunal no fuere posible darles cumplimiento íntegro". Seguidamente en 1968, se modifica el reglamento del Consultorio Jurídico Gratuito, para práctica forense de la Facultad de Ciencias Jurídicas, el cual había sido aprobado en 1960. Para 1970, se funda el Instituto de Investigaciones Jurídicas; la carrera de periodismo, pasa a formar parte de la Facultad de Ciencias Jurídicas, nombrándose como Director de la misma, al Licenciado José Óscar Reyes Baca. La carrera de administración pública, se incorpora oficialmente a la facultad. Un año después (1971) la junta directiva de la Facultad de Ciencias Jurídicas, aprueba el reglamento de funcionamiento del Instituto de Investigaciones Jurídicas, nombrándose como Director al Abogado Adolfo León Gómez. Luego en 1972, se llevó a cabo la reforma al reglamento de exámenes de la facultad, modificando la forma de exámenes generales, públicos de tesis, practicándose en la misma forma del examen privado.
En 1984, la Facultad de Ciencias Jurídicas y la Escuela de Comando de Estado Mayor de las Fuerzas Armadas de Honduras, firman un convenio a fin de que catedráticos de la facultad, les impartan distintas clases de las ciencias jurídicas. Se rescata para la Universidad, el edificio ubicado en el Callejón Uhler de esta ciudad, donde funcionó durante quince años un colegio privado, instalándose en el mismo el Consultorio Jurídico Gratuito. Un año después (1985) el Decano de la Facultad de Ciencias Jurídicas Abogado Guillermo Pérez Arias y el Rector Doctor Francisco J. Delich de la Universidad de Buenos Aires, Argentina, suscriben convenio de asistencia técnica y cooperación académica, para la creación y funcionamiento del doctorado en derecho mercantil, adscrito a esta facultad; este convenio fue ratificado por el Rector Abogado José Oswaldo Ramos Soto y ratificado por el Consejo Universitario en todas y cada una de sus partes, acta No.452, acuerdo No.4 del mismo año. En 1987, se inauguró la sala de estudios "Víctor M. Padilla". Dicha sala contiene una bibliografía especializada en derecho mercantil, así como libros generales de derecho con énfasis en derecho penal. La facultad, recibe asistencia técnica del Doctor Bruce Perlman de la Universidad de Nuevo México, Estados Unidos para diseñar el currículo, perfil académico y plan de estudios, de la carrera de ciencias políticas. Las reformas del plan de estudios de la carrera de derecho, se sometieron a discusión. Dichas reformas entraron en vigencia a partir del segundo semestre de 1988. Seguidamente en 1989, se adquirió el terreno para la construcción del Consultorio Jurídico Gratuito en las cercanías del palacio de justicia, en la colonia Miraflores y se dio inicio a la elaboración de los planos arquitectónicos y estructurales. Según consta en acta No.528 del 14 de julio, sesión extraordinaria del Consejo Universitario, acuerdo No.3 y que literalmente dice "Aprobar solicitud formulada por el Decano de la Facultad de Ciencias Jurídicas, Rigoberto Chang Castillo para adquirir el terreno en donde será construido en un futuro el edificio del Consultorio Jurídico Gratuito de la UNAH". También se aprobó el programa de la maestría de ciencias políticas. El Consultorio Jurídico Gratuito incrementó sus actividades considerablemente atendiendo una cantidad de 9,726 personas así, en materia: civil 2,155 solicitudes, de familia 2,647 casos, administrativa 1,000 solicitudes, de inquilinato 3,226 y penal 698 solicitudes. El Instituto de Investigaciones Jurídicas desarrolló entre otras las actividades siguientes: tres dictámenes sobre la Ley Orgánica de SETCO, decreto legislativo y sobre la Ley de Violencia Doméstica, desarrolló 23 proyectos o estudios, el personal docente del Instituto participó en 15 diferentes jornadas de capacitación y concluyó la revista de derecho No.25-26, dos cuadernos jurídicos y dos libros que están listos para su impresión en la Editorial Universitaria. La Facultad de Ciencias Jurídicas brinda a la sociedad hondureña una oferta educativa de tres carreras, derecho y administración pública en el nivel de pregrado y una maestría en derecho mercantil. La población estudiantil atendida en este año fue la siguiente: matrícula de 7,979 alumnos en la carrera de derecho y 96 en administración pública, que suman la cantidad de 8,075 estudiantes para el año 1997. A partir del año 2002 entra en vigor el nuevo Código Procesal Penal de Honduras y con ello se deja atrás el trámite escrito en los Tribunales de la república y los estudiantes comienzan con las prácticas de los juicios orales en las aulas y laboratorios de salas de audiencias construidas para tal fin, según las nuevas normativas, a partir del 2003 el estudiante puede egresar como Licenciado en Derecho o como Abogado llevando otras clases adicionales más.

## Actualidad
Las carreras de medicina, como periodismo y derecho, son de las más populares por los estudiantes universitarios hondureños, que con empeño y entusiasmo ingresan en estas facultades y así lograr una superación tanto académica, profesional y personal, la nota negra se la lleva la alta delincuencia que el país Centroamericano sufre a partir del año 2009, ya que los periodistas y abogados han sido blanco de la mano criminal, alrededor de 68 profesionales del derecho han perdido la vida entre los años 2009 y 2013, en un comunicado a un diario de mayor circulación hondureño y a la Corte Suprema de Justicia y autoridades policiales, los abogados hondureños prefieren no ejercer profesionalmente, sino que buscan otra forma de trabajar, debido a la inseguridad, esto conllevaría al caos en los Tribunales, a la indefensión de casos y a la lentitud en los trámites y procesos judiciales.

## Decanos de la Facultad de Ciencias Jurídicas
1. Licenciado Rafael Alvarado Manzano	1882-1887
2. Licenciado Trinidad Ferrari Agüero	1884-1904
3. Licenciado Rafael Alvarado Guerrero	1904-1906
4. Licenciado Carlos Alberto Uclés Soto	1907-1908
5. Abogado Rómulo Ernesto Durón y Gamero 1908-1911
6. Abogado Pedro J. Bustillo		1912-1913
7. Abogado Leandro Valladares Gálvez	1913-1931
8. Abogado Darío Montes			1931-1933
9. Abogado Tomás González		1933-1935
10. Abogado Tomás Alonso Brito		1935-1942
11. Abogado Andrés Felipe Díaz		1942-1949
12. Abogado Rogelio Martínez Agustinus	1949-1952
13. Abogado Ramón Ernesto Cruz Uclés	1952-1954
14. Abogado Francisco T. Valladares	1954-1955
15. Abogado Modesto Rodas Alvarado Andino 1955-1956
16. Licenciado Marco Antonio Batres Cruz	1956-1957
17. Abogado Gustavo Acosta Mejía		1957-1958
18. Abogado Francisco Zacapa Zepeda	1958-1959
19. Abogado Roberto Ramírez Ordóñez	1959-1963
20. Abogado José Cisne Guzmán	 1965-1969
21. Abogado Arturo Ramón Barahona		1969-1970
22. Abogado Víctor M. Padilla	 1972-1975
23. Abogado José Oswaldo Ramos Soto	1975-1981
24. Abogado Román A. Pineda Leiva (Por Ley) 	1981-1982
25. Doctor José Francisco Cardona Argüelles (Por Ley) 	1982
26. Abogado Guillermo Augusto Pérez-Cadalso Arias 	 1982-1988
27. Abogado Rigoberto Chang Castillo 1988-1997
28. Abogado Jesús Manuel Martínez Suazo	1997-2000
29. Abogado Olvin Mejía Santos 	 2000-2006
30. Abogada María Antonia Navarro 	 2006-2010
31. Doctor Jorge Roberto Maradiaga Maradiaga 	 2010-2014
32. Abogada Bessy Margoth Nazar Herrera  	 2014-2021
33. Abogado Juan Carlos Pérez Cadalso 	 2021-2024
34. Abogada Erlinda Flores Flores 	 2024 - Actual

### Actuales autoridades de la facultad de derecho
- Coordinador de la carrera de derecho: Abogada Yolany Cámbar Palada
- Jefe Departamento Administrativo: Abogada Suyapa Thuman
- Jefe Departamento Privado: Abogado Guillermo Caballero
- Jefe Departamento de Teoría e Historia: Abogado Salvador Polanco
- Jefe Departamento procesal: Abogado Belarmino Reyes
- Jefe Departamento Internacional: Abogado Juan Carlos Pérez-Cadalso Arias
- Jefe Departamento Penal: Abogado Sergio Mejía
- Jefe Departamento social: Doctor Jorge Herrera
- Secretario Académico: Abogado José Heliodoro Zamora

## Centros de investigación
- Instituto de Investigaciones de la Facultad de Ciencias Jurídicas y Sociales.[6]